# Municipio de La Prairie (Minnesota)
El municipio de La Prairie (en inglés: La Prairie Township) es un municipio ubicado en el condado de Clearwater en el estado estadounidense de Minnesota. En el año 2010 tenía una población de 356 habitantes y una densidad poblacional de 1,28 personas por km².

## Geografía
El municipio de La Prairie se encuentra ubicado en las coordenadas 47°15′59″N 95°28′5″O / 47.26639, -95.46806. Según la Oficina del Censo de los Estados Unidos, el municipio tiene una superficie total de 277.21 km², de la cual 259,45 km² corresponden a tierra firme y (6,41 %) 17,76 km² es agua.

## Demografía
Según el censo de 2010, había 356 personas residiendo en el municipio de La Prairie. La densidad de población era de 1,28 hab./km². De los 356 habitantes, el municipio de La Prairie estaba compuesto por el 23,31 % blancos, el 73,6 % eran amerindios, el 0,28 % eran de otras razas y el 2,81 % eran de una mezcla de razas. Del total de la población el 3,09 % eran hispanos o latinos de cualquier raza.